# Firdschan
Die Firdschan (arabisch فرجان, DMG Firǧān; auch Firjan) sind ein arabischer Stamm in Libyen.
Ihr Hauptsiedlungsgebiet liegt westlich von Adschdabiya, Mitglieder des Stamms leben in vielen Küstenstädten Libyens, so in Sirte, Zliten und Tripoli. Im libyschen Bürgerkrieg spielte die Loyalität zu Stämmen eine Rolle im Frontverlauf, so setzte die Libysche Nationale Befreiungsarmee bei der Einnahme von Sirte auf die Unterstützung der dort lebenden Firdschan, die gegenüber Gaddafis Stamm, den Guededfa, benachteiligt wurden. Die in Benghazi und Adschdabiya lebenden Firdschan sollen mehrheitlich die Rebellen unterstützt haben.
Die Firdschan gehören zu einer Konföderation an der Küste lebender Stämme; andere Teile dieses Zusammenschlusses sind u. a. die in den gleichnamigen Städten beheimateten Stämme Zawiya und Misrata. General Chalifa Haftar, der seit Mai 2014 eine Revolte gegen das libysche Parlament anführt und vor der Revolution im amerikanischen Exil lebte, ist ein Angehöriger des Stamms.
In der Stadt Sirte hatten sich die Firdschan geweigert, sich der Terrormiliz Islamischer Staat zu unterwerfen, die die Stadt seit dem Februar 2015 kontrolliert. Im August 2015 erschoss die Terrormiliz einen Prediger, der Mitglied des Stammes war. Daraufhin erhoben sich überwiegend junge Firdschan gegen ihre Herrschaft. Als Rache tötete IS zahlreiche Stammesangehörige, die Angaben über die Zahl der Todesopfer schwanken zwischen 38 und 200. Die Opfer des IS wurden in der Stadt öffentlich gekreuzigt und enthauptet. Keine der beiden Regierungen Libyens kam den gegen IS kämpfenden Einwohnern der Stadt zu Hilfe.